# Marco Antônio
Marco Antônio Feliciano (Santos, Brasil, 6 de febrero de 1951), más conocido como Marco Antônio, es un exfutbolista brasileño que jugaba como lateral izquierdo.

## Selección nacional
Fue internacional con la selección brasileña en 39 ocasiones. Formó parte de la selección campeona del mundo en 1970.

### Participaciones en Copas del Mundo
| Mundial                        | Sede             | Resultado    | Partidos | Goles |
| ------------------------------ | ---------------- | ------------ | -------- | ----- |
| Copa Mundial de Fútbol de 1970 | México           | Campeón      | 2        | 0     |
| Copa Mundial de Fútbol de 1974 | Alemania Federal | Cuarto lugar | 0        | 0     |

### Participaciones en Copas América
| Copa              | Sede          | Resultado    |
| ----------------- | ------------- | ------------ |
| Copa América 1979 | Sin sede fija | Tercer lugar |

## Clubes
| Club          | País   | Año       |
| ------------- | ------ | --------- |
| Portuguesa    | Brasil | 1968      |
| Fluminense    | Brasil | 1969-1976 |
| Vasco da Gama | Brasil | 1976-1980 |
| Bangu         | Brasil | 1981-1983 |
| Botafogo      | Brasil | 1983-1984 |

## Palmarés

### Campeonatos regionales
| Título             | Club          | País   | Año  |
| ------------------ | ------------- | ------ | ---- |
| Campeonato Carioca | Fluminense    | Brasil | 1969 |
| Taça Guanabara     | Fluminense    | Brasil | 1969 |
| Campeonato Carioca | Fluminense    | Brasil | 1971 |
| Taça Guanabara     | Fluminense    | Brasil | 1971 |
| Campeonato Carioca | Fluminense    | Brasil | 1973 |
| Campeonato Carioca | Fluminense    | Brasil | 1975 |
| Taça Guanabara     | Fluminense    | Brasil | 1975 |
| Campeonato Carioca | Vasco da Gama | Brasil | 1977 |

### Campeonatos nacionales
| Título                       | Club       | País   | Año  |
| ---------------------------- | ---------- | ------ | ---- |
| Torneo Roberto Gomes Pedrosa | Fluminense | Brasil | 1970 |

### Copas internacionales
| Título                 | Selección | Sede   | Año  |
| ---------------------- | --------- | ------ | ---- |
| Copa Mundial de Fútbol | Brasil    | México | 1970 |

### Distinciones individuales
| Distinción    | Año  |
| ------------- | ---- |
| Bola de Prata | 1975 |
| Bola de Prata | 1977 |